# Château de Mérens
Le château de Mérens est un château construit au XIIIe siècle situé sur la commune de Mérens (Gers).

## Historique
La construction du château date de la fin du XIIe siècle et du début du XIVe siècle. Il subit des modifications au début du XVIIe siècle.
Le noyau du château correspond à la structure gasconne d'origine ; la tour carrée sud-ouest date de cette époque. Au début du XVIIe siècle, le château est doté d'un nouveau système de défense, dont un rond-point. Dans le même temps, des fenêtres ont été ajoutées et la disposition interne a été modifiée. À l'ouest, des éléments de l'enceinte médiévale sont visibles depuis la cave à vin. Entre 1604 et 1613, des travaux ont été réalisés, avec pour objectif la création de fenêtres et le doublement de la hauteur de la façade est. Le château fut ensuite transformé à des fins agricoles.
En 2003, il est inscrit au titre des monuments historiques par le ministère de la Culture.